# فرانتيسك فيسلي

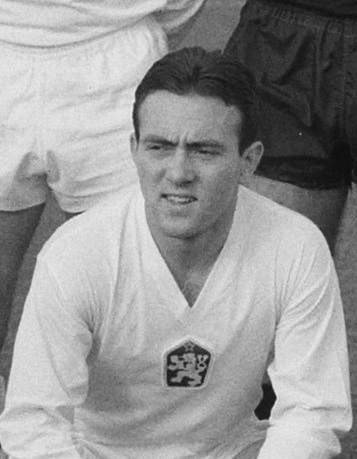
فرانتيسك فيسلي

فرانتيسك فيسلي (بالتشيكية: František Veselý)‏، (7 ديسمبر 1943 - 30 أكتوبر 2009)، لاعب كرة قدم تشيكوسلوفاكي سابق.
و قد لعب مع منتخب تشيكوسلوفاكيا لكرة القدم 34 مباراة دولية، وقد أمضى أزهى فترات حياته الكروية مع نادي سلافيا براغا.

## روابط خارجية
- فرانتيسك فيسلي على موقع الاتحاد الدولي (مؤرشف)  (الإنجليزية)
- فرانتيسك فيسلي على موقع الاتحاد الأوربي (الإنجليزية)
- فرانتيسك فيسلي على موقع الاتحاد التشيكي (الإنجليزية)
- فرانتيسك فيسلي على موقع قاعدة بيانات كرة القدم.إي يو (الإنجليزية)
- فرانتيسك فيسلي على موقع ناشيونال فوتبول تيمز (الإنجليزية)
- فرانتيسك فيسلي على موقع عالم كرة القدم.نت (الإنجليزية)